# Diophanes rosescens
Diophanes rosescens är en insektsart som beskrevs av Henri Saussure och Francois Jules Pictet de la Rive 1898. Diophanes rosescens ingår i släktet Diophanes och familjen vårtbitare. Inga underarter finns listade i Catalogue of Life.